# Hegyi lombgébics
A hegyi lombgébics (Vireo osburni) a madarak osztályának verébalakúak (Passeriformes) rendjébe és a lombgébicsfélék (Vireonidae) családja tartozó faj.

## Rendszerezése
A fajt Philip Lutley Sclater angol ügyvéd és zoológus írta le 1861-ben, a Laletes nembe Laletes osburni néven.

## Előfordulása
Jamaica területén honos.  A természetes élőhelye szubtrópusi és trópusi síkvidéki- és hegyi esőerdők, valamint ültetvények. Állandó, nem vonuló faj.

## Megjelenése
Testhossza 12,5-15 centiméter, testtömege 20-22 gramm.

## Életmódja
Rovarokkal és gyümölcsökkel táplálkozik.

## Természetvédelmi helyzete
Kis területen honos, egyedszáma csökkenő, ezért a Természetvédelmi Világszövetség Vörös listáján mérsékelten fenyegetett kategóriájában szerepel.

## Külső hivatkozások
- Képek az interneten a fajról
- Xeno-canto